# Georg Juul Frankel
Georg Vilhelm Juul Frankel (født 1. januar 1893 i Ringsted, død 26. november 1955 i København) var en dansk arkitekt bosat i Valby, der er mest kendt for at have opført rådhuset i Korsør (1941).
Rådhuset i Korsør er i plan og facade symmetrisk opbygget omkring centralrummene, som er trapperummet i indgangsfacaden og byrådssalen i bygningens hovedfacade mod havnen. I midten af bygningens indgangsfacade ved trapperummet er der et fremspringende parti, en såkaldt midtrisalit. Bygningen er blevet kaldt nyklassicistisk i sin grundholdning på trods af sine plane, nøgne mure og flade tage. Rådhusets arkitektur er uden overflødige detaljer og snarere en art funktionalisme. Mange af rådhusets møbler og tilbehør er også specielt designet af Frankel.
I sin hjemby Valby opførte Frankel det daværende plejehjem Timotheushjemmet (1936), der siden 2002 har huset daginstitutionen Spindegården. Det er en to-etages vinkelformet rødstensbygning med højt sadeltag, hvor hovedfacaden har fremskudt midt- og sideparti med trekantgavle.

## Uddannelse
Frankel tog realeksamen i 1908 og blev udlært som murersvend i 1912. Han blev elev på Teknisk Skole og dimitterede herfra til Kunstakademiet, hvor han blev optaget i almen forberedende klasse i september 1912. Han blev elev af Hack Kampmann, Martin Nyrop og Carl Petersen og tog afgangseksamen i maj 1921. Frankel udstillede i  på Charlottenborg 1918-1922 og i 1926 (6 gange i alt med 7 arbejder).
Efter afgangseksamen var han assistent hos Louis Hygom 1914-1922, hvorefter han oprettede selvstændig arkitektvirksomhed. I 1930-1940 var han lærer i Husbygning ved Danmarks Tekniske Højskole og fra ca. 1930 næstformand i Valby Haandværker- og Industriforening.

## Værker
- Villa Helios på Mathilde Bruuns Vej i Snekkersten (1920)
- 3 lærerboliger i Valby (1925, 34, 35)
- Villa, Hagens Allé, Hellerup (1929)
- Scheelkes Landhus, Birkerød (1925)
- Plejehjemmet Thimotheushjemmet, Traps Allé 15, Valby (1936)
- Sygehjem i Glostrup (1937)
- Ombygning af plejehjemmet Arenze, Hovedgaden 179, Glostrup (1938)
- Korsør rådhus (1941, projekteret i 1939)
- Hus ved Gudhjem (1945)
- Flere villaer, bl.a. i Valby og Birkerød, beboelses- og forretningsejendomme.

## Konkurrencer
- Politikens konkurrence om villaer og sommerhuse (1916, præmie)
- Skole i Gl. Holte (1919, præmie)
- Regulering af Skt. Bendts Kirkes omgivelser i Ringsted (1933, 3. præmie s.m. Karl Larsen)
- Rådhus i Ringsted (1935, præmie)

## Skriftlige arbejder
Rejsebreve bl.a. i Valbybladet og Ringsted Folketidende (dec. 1927 til jan. 1928).

## Privat
Frankels forældre var frisør Niels Juul Christian Frankel og Emilie Christiane Marie Sophie Bloch. Frankel blev gift 1. gang 27. november 1919 i København med Rigmor Edith Emmy Ingeborg Mogensen (1897-1941); gift 2. gang 17. oktober 1942 i Rødovre med Elna Marie Veronica Jensen.